# المرزمة (مناخة)

تعديل مصدري - تعديل

المرزمة هي إحدى قرى عزلة متوح بمديرية مناخة التابعة لمحافظة صنعاء، بلغ تعداد سكانها 465 نسمة حسب تعداد اليمن لعام 2004.